# Лири (род)
Вижте пояснителната страница за други значения на Лира.
Лирите (Menura) са род птици от разред врабчоподобни (Passeriformes), единствени в семейство лироопашати (Menuridae).
Името на птицата идва от нейната разперена опашка, която прилича на лира. Въпреки че когато е разперена, опашката и прилича на лира, звуците, които издава самата птица, нямат нищо общо със звука на музикалния инструмент лира.
Най-забележимата им способност е да имитират естествени и изкуствени звуци от тяхната среда. Лирата е сред най-известните местни птици в Австралия.

## Разпространение и местообитание
Живее само и единствено в Австралия.

## Описание
Достига височина не повече от 40 cm. Мъжките привличат женските, като разтварят опашките си. Маркирането на територия става чрез издаване на странни звуци.

## Видове
Род Лири
- Вид †Menura tyawanoides
- Вид Menura novaehollandiae
- Вид Menura alberti